# Rue du Plateau
La rue du Plateau est une voie du 19e arrondissement de Paris, en France.

## Situation et accès
La rue du Plateau est une voie publique située dans le 19e arrondissement de Paris. Elle débute au 31, rue des Alouettes et se termine au 32, rue Botzaris.

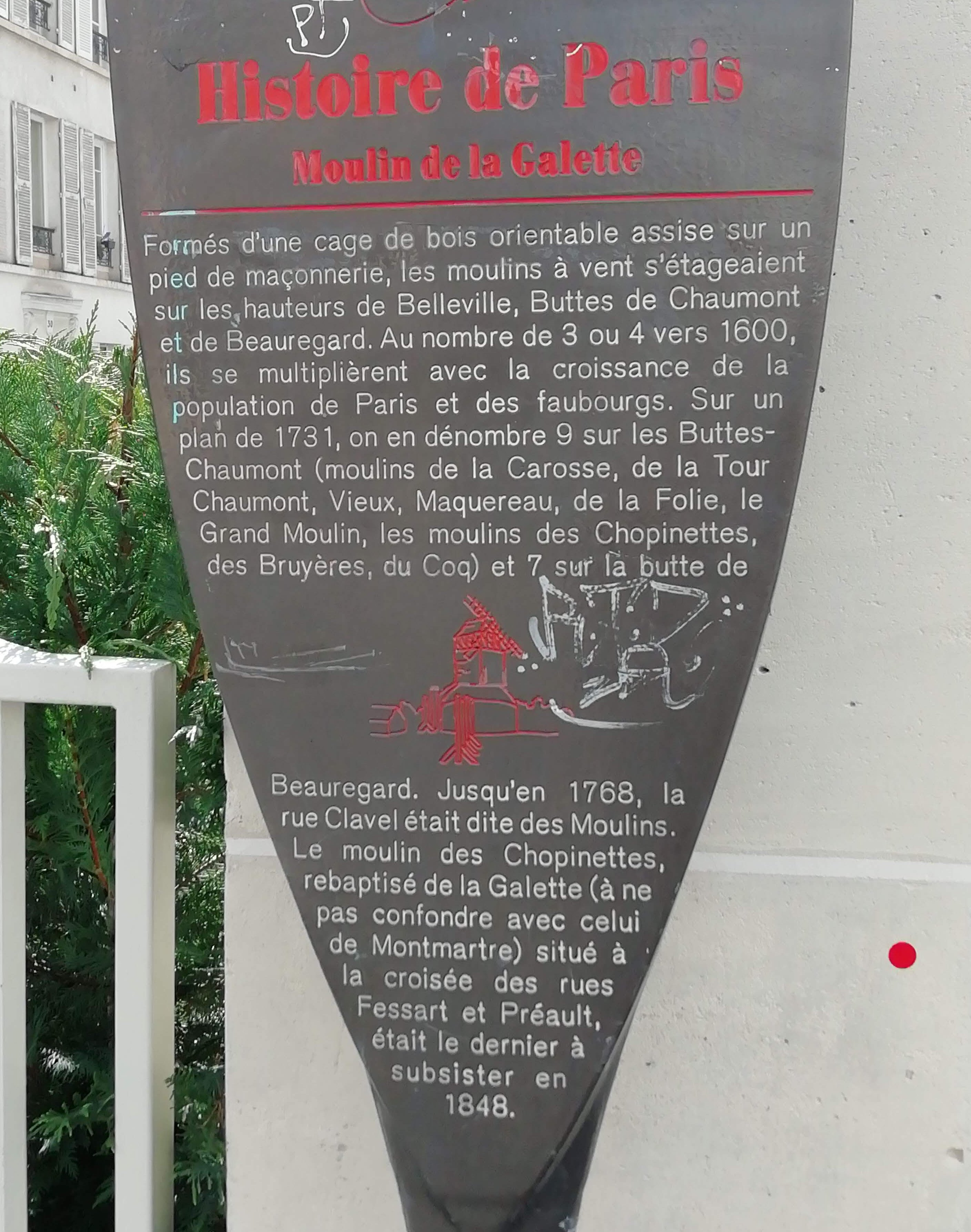
Panneau Histoire de Paris
« Moulin de la Galette ».

## Origine du nom
Le nom fait référence au plateau qu'occupait le sommet des anciennes Buttes-Chaumont.

## Historique
Cette voie de l'ancienne commune de Belleville qui portait autrefois le nom de « rue des Buttes-Chaumont » est classée dans la voirie parisienne par un décret du 23 mai 1863 sous le nom de « rue du Plateau ». Elle partait de la rue des Alouettes jusqu'à la rue Fessart, en formant une équerre.
Par un décret du 16 octobre 1882, une branche est percée entre les actuelles rues Préault et Botzaris, qui ouvre en 1883.
Cette branche prend la dénomination de « rue du Plateau » par un arrêté du 30 août 1884 et la partie débouchant rue Fessart prend la dénomination de « rue Préault » .

## Bâtiments remarquables et lieux de mémoire
- No 4 : une plaque commémorative rend hommage à Marcel Colin, « assassiné par les Nazis en 1944 ».
- No 8 : accès au passage du Plateau, l'une des voies les plus étroites de Paris.
- No 28 : lycée des Petits-Champs, établissement privé sous contrat laïque fondé en 1963[2].
- No 35 : siège de l’œuvre de la Croix-Saint-Simon. Ce bâtiment fut la résidence de Léon Gaumont durant la première moitié du XXe siècle puis un centre des impôts.
- No 43, à l'angle avec la rue Botzaris : annexe de l'ambassade de Tunisie en France.

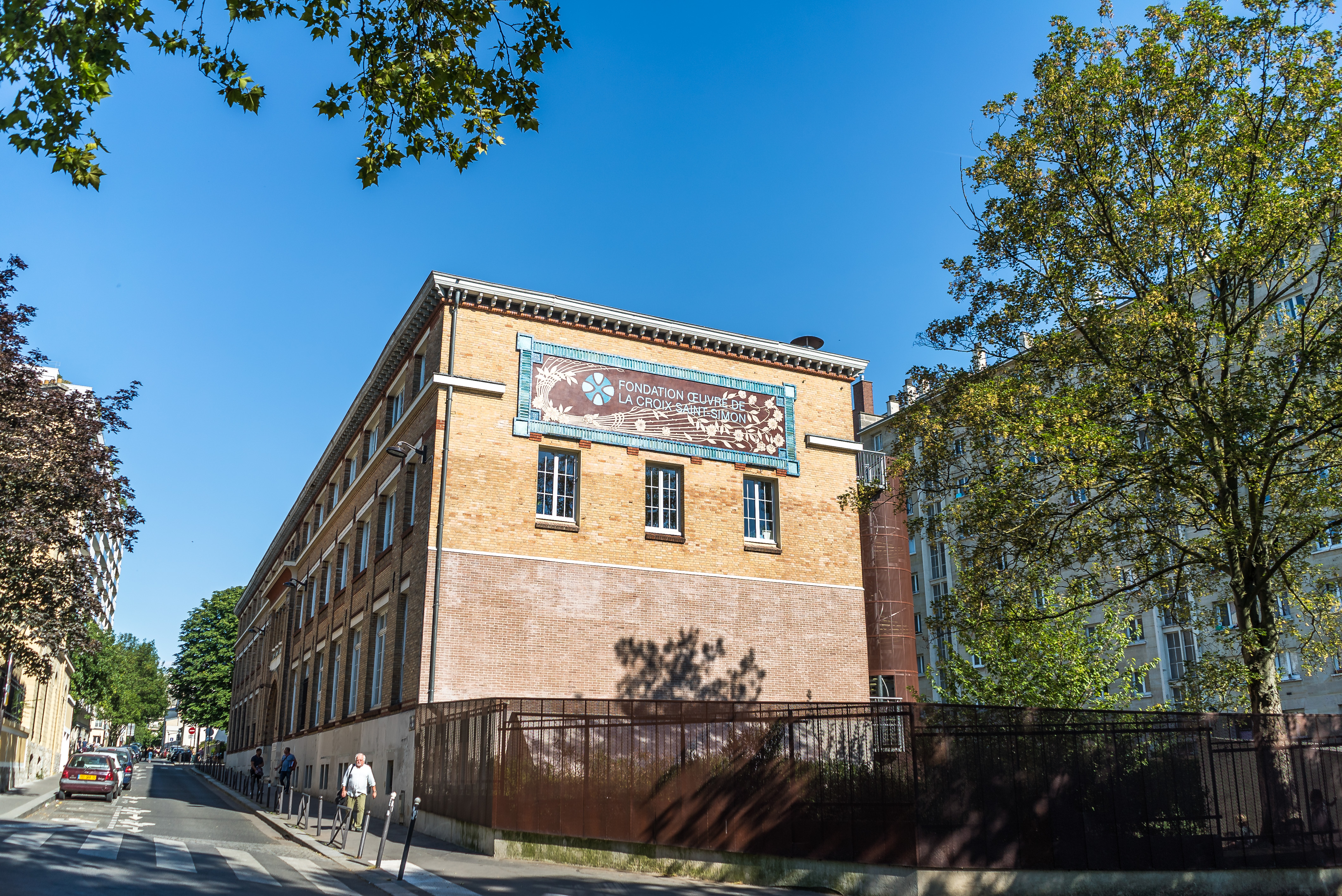
No 35.
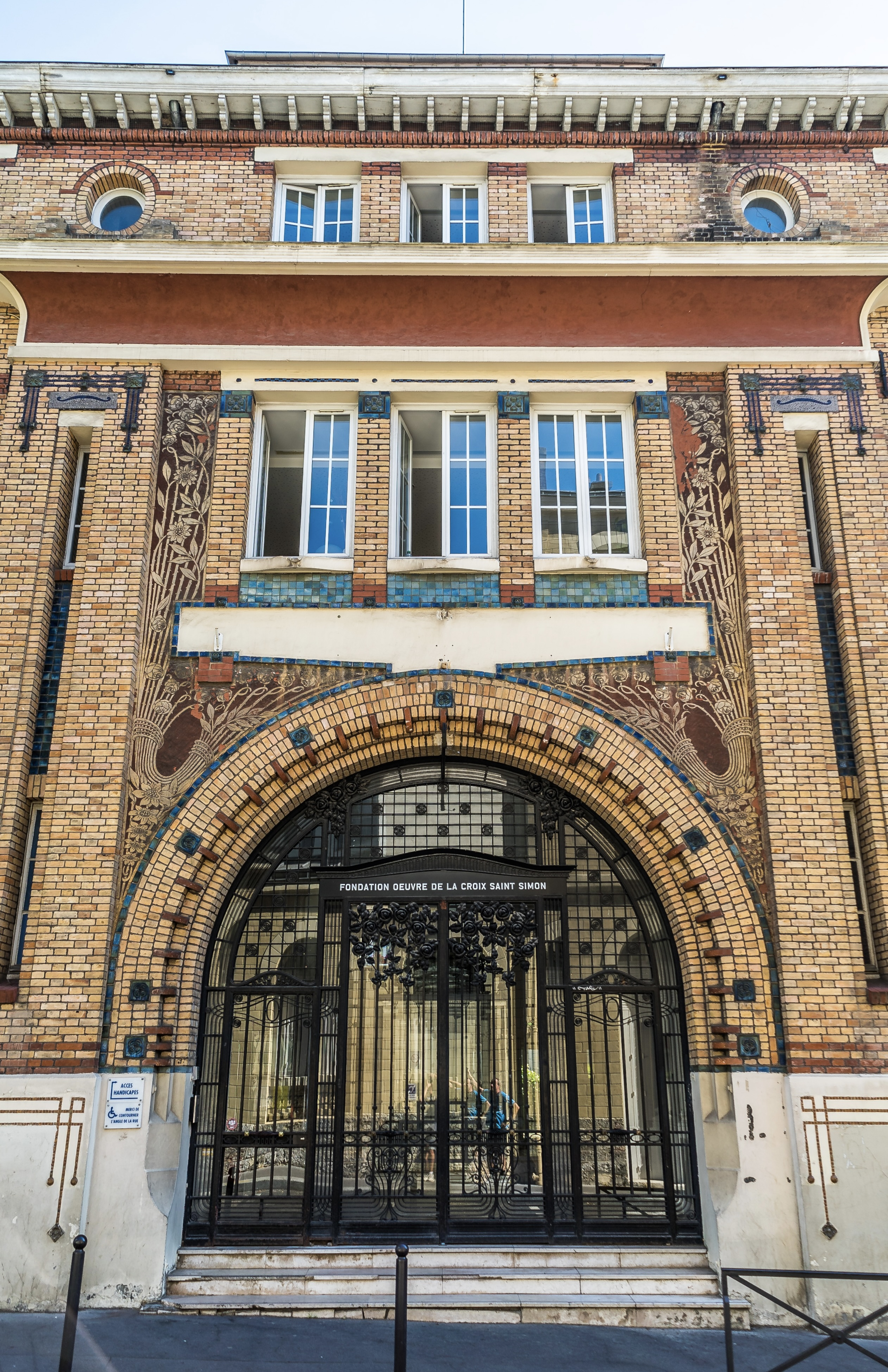
Entrée du no 35.
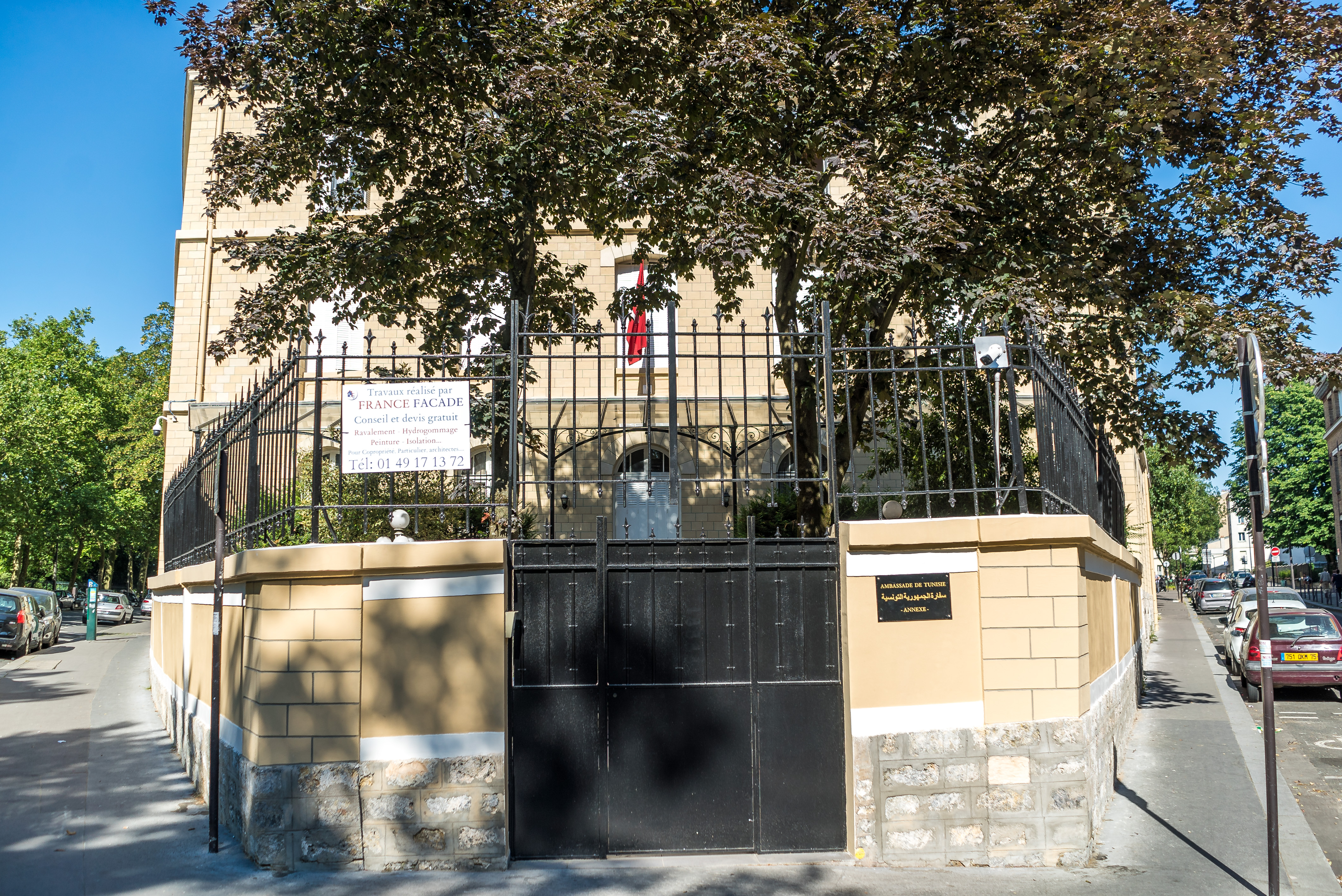
No 42.
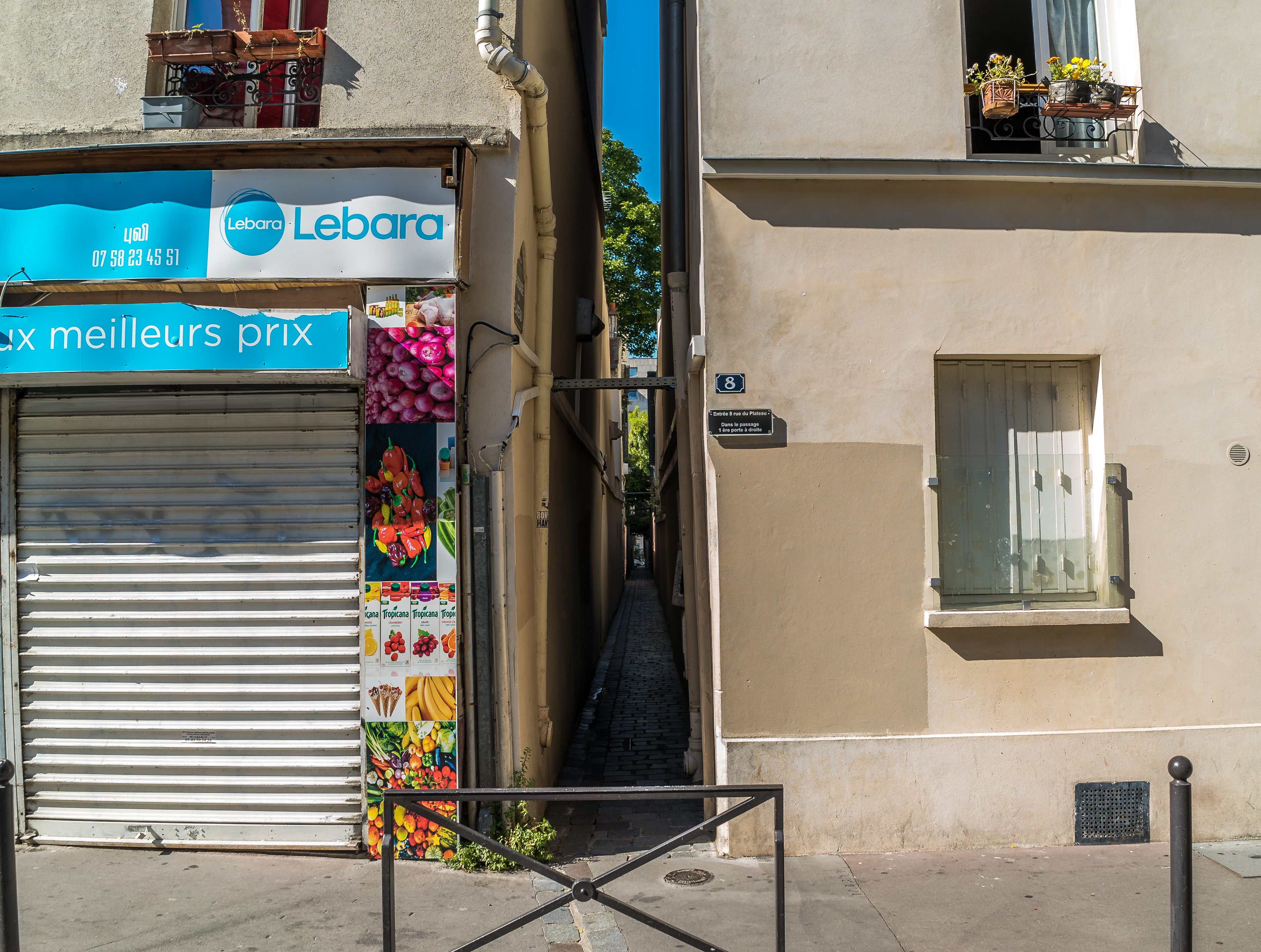
No 8.

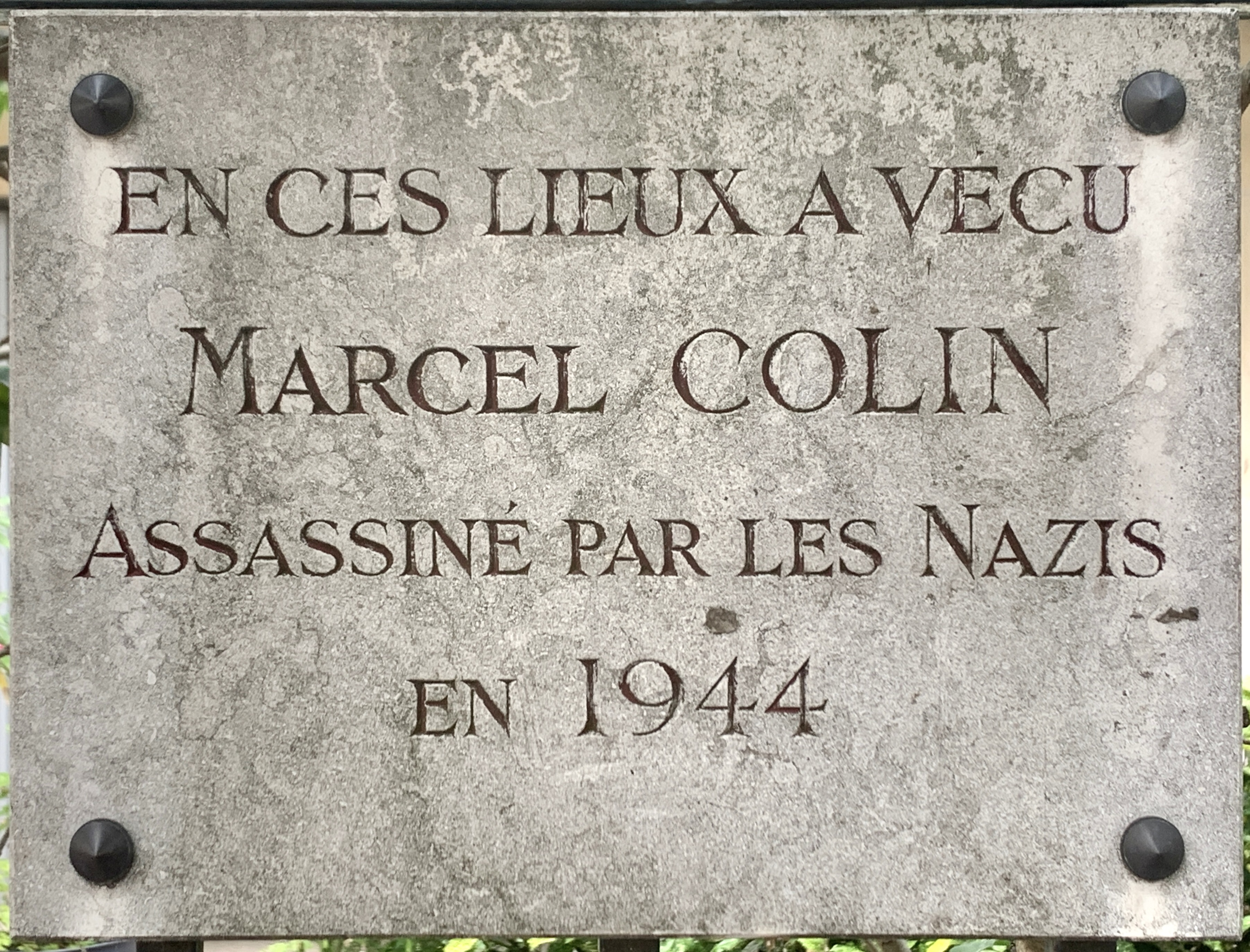
Plaque au no 4.